# Shehab Younis
Shehab Younis (en arabe : شهاب يونس), né le 30 mars 1998 à Alexandrie, est un nageur égyptien.

## Carrière
Aux Championnats d'Afrique de natation 2010 à Casablanca, il est médaillé de bronze du 4 × 100 mètres nage libre et du 4 × 100 mètres quatre nages. 
Il participe ensuite aux Jeux olympiques d'été de 2012 à Londres, où il est éliminé en séries du 50 mètres nage libre.